# 166. вечити дерби у фудбалу
166. вечити дерби је фудбалска утакмица која је одиграна 27. фебруара 2022. године на Стадиону Рајко Митић у Београду. Ова утакмица је играна у оквиру 24. кола Суперлиге Србије у сезони 2021/22, а Црвена звезда је победила Партизан са 2:0 (2:0). Главни судија на утакмици био је Срђан Јовановић из Београда.
Директан телевизијски пренос утакмице реализовала је мрежа Арена спорт, уз употребу 20 камера. Директан радијски пренос могао се пратити на таласима Радио Београда 1, уз коментаре репортера Влада Радичевића и Милана Биговића.